# هيرسليب فوجت
هيرسليب فوجت (بالنرويجية البوكمول: Hersleb Vogt)‏ هو دبلوماسي نرويجي، ولد في 20 مايو 1912 في كريستيانية ‏ في النرويج، وتوفي في 9 نوفمبر 1999.

## وصلات خارجية
- هيرسليب فوجت على موقع مونزينجر (الألمانية)